# Les Humphries Singers

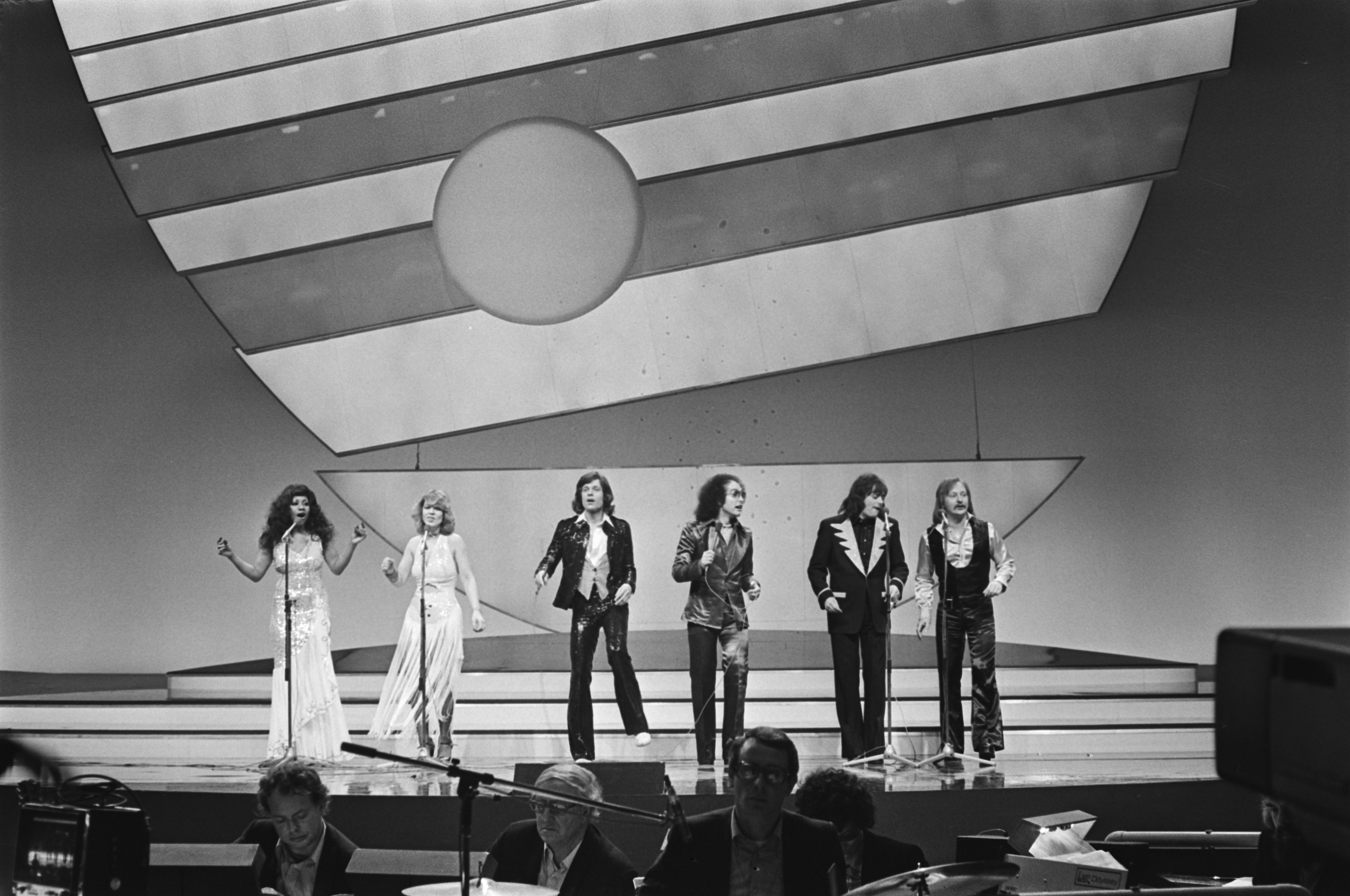
Les Humphries Singers 1976

A Les Humphries Singers nyugatnémet könnyűzenei együttes, amelyet 1969-ben alapítottak Hamburgban. Az együttes vezetője 1980-ig az angol származású Les Humphries (1940. augusztus 10. – 2007. december 26.) volt. A zenekar popzene és gospelfeldolgozások keverékét játszotta, valamint a diszkó és a Rhythm and blues is feltűnt az együttes zenéjében, amivel Európában sikeresnek számított.

## Története
1969-ben alakultak meg Hamburg városában. Első igazi slágerük az 1972-es Mexico. Legismertebb albumuk a Mama Loo (1973), amelynek címadó dala sláger lett. Kansas City című daluk szintén sikeres volt. Az együttes egyik énekesnője, Liz Mitchell 1976-tól a Boney M. tagja.
1976-ban Németországot képviselték az Eurovíziós Dalfesztiválon.
1993-ban a Les Humphries Singers végleg feloszlott.[forrás?]

## Korábbi tagjai
- Les Humphries (1969–80)
- Jimmy Bilsbury (1969–77, 1982, 1992)
- Earl Jordan (1972–76, 1982)
- Barry St. John (1972–73)
- Jürgen Drews (1969–??)
- Victor Scott (1970–76, 1982, 1992)
- Christopher Yim (1971–76, 1992)
- Peggy Evers (1970–76)
- Judy Archer (1970–76)
- Elvira Herbert (1972–75)
- Dave O'Brien (1973–76)
- Sheila McKinlay (1973–75, 1982, 1992)
- Enry David-Fascher (1970–72)
- Myrna David (1971–72)
- Malcolm Magaron (1970–72)
- Claudia Schwarz (1974–76)
- Emily Woods-Jensen (1974–76, 1992)
- Dornée Edwards (1970–71)
- Maddy Verhaar (1975–76)
- Lil Walker
- Don Adams (1974–75)
- Tina Kemp-Werner (1970–74)
- Barbara Johnson
- Gail Stevens (1974)
- Goldy Kloen-Evert (1970–71)
- Irene Bendorf (1971)
- Renate Andersen-Bilsbury (1974–76, 1982)